# 4650 Mori
A 4650 Mori (ideiglenes jelöléssel 1950 TF) a Naprendszer kisbolygóövében található aszteroida. Karl Wilhelm Reinmuth fedezte fel 1950. október 5-én.